# Sista posen
Sista Posen är en svensk TV-dokumentär om den kände svenske kroppsbyggaren Anders Graneheim. Programmet presenterar Graneheim både som person och som kroppsbyggare och skildrar också hans träning och förberedelser under våren och sommaren 2002 inför den internationella tävlingen "Master's Mr Olympia" i USA. Kamerateamet var även på plats under Master's Mr. Olympia och låter tittarna följa Graneheims uppladdning och framträdande under själva tävlingen.
Programmet Sista Posen sändes i SVT vid tre tillfällen i juli och augusti 2003, och är det första och hittills enda program i Svensk television som helt tillägnats en kroppsbyggare. Sista posen blev därför mycket uppmärksammat, och programmet hade för TV-dokumentärer mycket höga tittarsiffror. Sista Posen sändes även i dansk TV (DR1) i juli 2004 och mars 2005 under namnet Bodybuilder och i norsk TV (NRK) under namnet Den siste posituren.